# Camponogara
Camponogara ist eine Gemeinde mit 13.001 Einwohnern (Stand 31. Dezember 2023) in der Metropolitanstadt Venedig der Region Venetien in Italien.
Sie bedeckt eine Fläche von 21 km².